# Kanton Vaires-sur-Marne
Der Kanton Vaires-sur-Marne war von 1976 bis 2015 ein französischer Wahlkreis im Arrondissement Torcy im Département Seine-et-Marne und in der Region Île-de-France; sein Hauptort war Vaires-sur-Marne.

## Gemeinden
Der Kanton bestand aus einem Teil der Stadt Chelles und weiteren zwei Gemeinden. Die nachfolgenden Einwohnerzahlen sind jeweils die Gesamtzahlen. 
| Gemeinde             | Einwohner Jahr | Fläche km² | Bevölkerungsdichte | Postleitzahl | Code INSEE |
| -------------------- | -------------- | ---------- | ------------------ | ------------ | ---------- |
| Brou-sur-Chantereine | 4414 (2013)    | –          | – Einw./km²        | 77177        | 77055      |
| Chelles              | 53569 (2013)   | –          | – Einw./km²        | 77500        | 77108      |
| Vaires-sur-Marne     | 13200 (2013)   | –          | – Einw./km²        | 77360        | 77479      |